# سبرية الهملايا
سبرية الهملايا (الاسم العلمي: Sapria himalayana) هي نوع من النباتات الطفيلية تتبع جنس السبرية من الفصيلة الرافليسية. تتواجد في شرق الهملايا. سبرية الهملايا تمثل ظاهرة متطرفة من التطفل كونها تعتمد اعتمادا كليا على النباتات المضيفة للمياه والمواد المغذية ومنتجات التمثيل الضوئي التي تمتص من خلال نظام الجذور المتخصصة التي تسمى المرشف أو الممص. ويتعلق هذا المرشف إلى كل من الخشب واللحاء للنبات المضيف.

## الوصف
سبرية الهملايا هي طفيلية الجذر ومضيفاتها المعتادة هي النباتات المتسلقة مثل الكرمة ورباعية المياسم. شطء الإزهار قصير ومنتصب وغير متفرع. وقد اقترح أن الذباب يلقح هذا النبات في حين أن البذور تنتشر عن طريق القوارض، ولكن هذا لم تؤكده الملاحظة المباشرة.